# كارول إيتا وايت
كارول إيتا وايت (بالإنجليزية: Carole Ita White)‏ هي ممثلة أمريكية، ولدت في 24 أغسطس 1949 في نيويورك في الولايات المتحدة.

## وصلات خارجية
- كارول إيتا وايت على موقع IMDb (الإنجليزية)
- كارول إيتا وايت على موقع إن إن دي بي (الإنجليزية)
- كارول إيتا وايت على موقع ديسكوغز (الإنجليزية)
- كارول إيتا وايت على موقع قاعدة بيانات الفيلم (الإنجليزية)